# Rossia macrosoma
Rossia macrosoma is een inktvis die voorkomt in het oosten van de Atlantische Oceaan en de Middellandse Zee (met uitzondering van de noordelijke Adriatische Zee en zuidoostelijke Levantijnse Zee). 
In de Atlantische Oceaan komt de soort voor van de Groenlandzee, de kust van Groenland, IJsland, Noorwegen, de Faeröer, de Noordzee, van Groot-Brittannië naar de Azoren, Marokko en Senegal.
De soort heeft een maximale mantellengte (ML) van 85 mm, maar is meestal 20 tot 60 mm ML groot.
De soort leeft op modderige en zanderige bodems op diepten van 32 tot 899 m.
Rossia macrosoma is voor de visserij van relatief klein commercieel belang. Ze wordt gevangen als bijvangst in de bodemtrawls meestal op diepten tussen de 200 en 400 m. De commerciële waarde varieert tussen de mediterrane landen. Het vruchtvlees is lekker, maar moeilijk te behouden. Aparte statistieken zijn niet gemeld voor deze soort, die echter op vis markten en vers en bevroren aangeboden wordt.